# Desierto (física de partículas)
En física de partículas, el desierto se refiere a una banda teoríca en escalas energéticas entre el TeV y la escala GUT en la cual no aparece nueva física. La idea de desierto fue motivada por la observación de, orden de magnitud, unificación del acoplamiento de gauge en la escala GUT. Poniendo nueva física en la escala intermedia normalmente es incompatible con la unificación del acoplamiento de gauge. Con el contenido de partículas del modelo estándar mínimamente supersimétrico, el ajuste de los parámetros puede hacer esta unificación exacta. Esta unificación no es única desde que escenarios alternativos como el modelo Katoptron también pueden llevarnos a una unificación exacta después de un desierto energético similar.
Si las masas de los neutrinos se deben a un mecanismo del balancín, la escala del balancín debe estar en el desierto.
La atracción de un desierto es que, en este escenario, las medidas de escala física de TeV cerca de los próximos colisionadores como el LHC y ILC permitirán la extrapolación hasta la escala GUT. Una alternativa al desierto es una serie de nuevas teorías físicas que se despliegan cada pocos incrementos de órdenes de magnitud en la escala de energías.